# Nらじ
『Nらじ』（エヌらじ）は、NHKラジオ第1放送で2018年4月2日から放送されているラジオのニュースワイド番組。

## 概要
従来の『先読み!夕方ニュース』（17時台、18時台）と『NHKきょうのニュース』（19時台）を統合し、平日夕方から夜のニュースワイド番組とした。『先読み』と『きょうのニュース』それぞれのメインキャスターが続投した。
「一日のニュースがまるごとわかるニュース番組」として、18時台を専門家の解説で「気になるあの話題」「まだ知らない最新の動き」を、19時台は「きょうの日本・世界の動き」をリポートを交え「立体的」に伝える。
聴取者らと「ともにニュースを語る」ために、Twitterや番組ウェブサイトの投稿フォームで寄せられた意見・感想を随時取り上げる。
オープニングは、先読み！夕方ニュース時代を踏襲し、その日のニュースを物語る取材や記者会見の音源を流してから、それぞれキャスターがあいさつした。2024年度からはあいさつとエピソードトーク、ラインナップの紹介のみ。Nらじチェック、ニュースアップ、特集、ニュース解説、Nらじセレクトが番組ホームページおよびらじるらじるで1週間聴き逃し配信されている。

## 放送時間
- ラジオ第1・平日 18:00 - 19:55[2] （19:00 - 19:30はFMと同時放送）
  - 2018年度は20時までの放送で19時台のローカル放送はなかった。2019年度以降は19:55までの放送となり、19:55からローカル放送。
  - 原則として祝日、年末年始、年度により大型連休、盆休みは休止。「NHKきょうのニュース」は休止なく放送。
  - 2018年度はプロ野球シーズン中の木・金曜日は「NHKプロ野球」を編成し、放送日は休止（「NHKきょうのニュース」ブロックのみ単独番組扱いで放送）。2019年度以降は中継日が移動して、不定期に中継する。
    - 2019年度は、プロ野球交流戦期間中の6月4日 - 6月7日、終了後の6月28日、9月18日・19日、10月9日～11日、プロ野球日本シリーズが行われた10月23日。

  - 春夏の高校野球期間中は、2024年以外は当日の最終試合終了に合わせて放送し、最新ニュースと解説の生放送と、日により過去の特集やインタビューのアンコールで編成した。盆休みは年度により休止がある。
  - FM放送はNHK交響楽団定期演奏会の生中継がある日（単独枠での特別番組および『ベストオブクラシック』での放送時間拡大）は休止する。
  - 国政選挙の公示日当日は本番組としては実質18:45までの放送となり、19:00以降は「NHKきょうのニュース」を実質単独番組扱いとした上で20:50まで時間拡大し、選挙関連のニュースを中心に放送する（FM放送でも20:50まで同時放送時間を拡大）。
  - 2019年の大型連休期間中[3]は「Nらじ増刊号」として19:00 - 19:55に放送した。「NHKきょうのニュース」は19:20まで放送した。
  - 2020年は、おもに新型コロナウイルス感染症の影響で編成が大幅に変更した。
    - 2月15日は土曜日のため、19:20 - 19:55に放送している『上方演芸会』『安心ラジオ』『らじるの時間』を休止し、野村の進行で「きょうのニュースぷらす」として新型コロナウイルスに関する解説が放送された。
    - 3月20日は春分の日で放送しないが、当初19:30 - 20:55に総合テレビと同じ音声で放送を予定した『NHKのど自慢 チャンピオン大会2020』は開催を中止した。19:30 - 19:55に野村の進行で「きょうのニュースぷらす」のニュース解説を放送した。
    - 4月13日から6月22日までの間、改正・新型インフルエンザ等対策特別措置法に基づく緊急事態宣言発令に伴う非常報道態勢のため『Nらじセレクト』を休止、19:45まで短縮放送した[4][5]。
    - 8月11日から8月21日は、夏期特集編成のため休止。「NHKきょうのニュース」ブロックのみ単独番組扱いで放送した。
    - 10月29日及び10月30日は、巨人のセ・リーグ優勝決定の可能性があったため、急遽番組を休止（「NHKきょうのニュース」ブロックのみ単独番組扱いで放送）して29日のDeNA対巨人及び30日の巨人対ヤクルトの試合を放送した。

  - 2021年1月13日は改正・新型インフルエンザ等対策特別措置法に基づく2度目の緊急事態宣言の対象地域拡大決定に伴う菅義偉首相の記者会見の模様を中継して20:15まで放送時間を拡大し、FM放送も放送時間も19:55まで拡大した。
  - 2022年3月23日は、ウクライナのゼレンスキー大統領の国会演説を18時のオープニング直後から中継放送し、通常の内容は18時30分からとなった。内閣総理大臣の記者会見などが開催される場合も同様の対応を取る。
  - 令和6年能登半島地震の被災者に配慮して、ラジオ第1は子ども向けの特集番組「こどもホッとソング ～ラジオで声をとどけよう～」を2024年1月15日から3月1日まで19:45 - 19:55に放送し、Nらじはこの期間、10分短縮で放送した[6]。7時台後半は、1月22日から26日まではニュース解説、その他の期間はNらじセレクトのみを扱った。新聞番組表は「子どもホッとソング - 」を記載しない。
  - 2024年9月30日から、『NHKやさしいことばニュース』を開始し、18時台は18:45までとなる。

## おもなコーナー（2024年度後期）

### 18時台 ニュースのしゃべり場
- 18:02ごろ きょうのニュース
- 18:07ごろ ニュースアップ（月 - 木）、みんなのニュース（金）、杉田デスクの半径5メートル（金）
- 18:20ごろ ニュースランキング（休止もある）
- 18:22ごろ 全国の気象情報
- 18:27ごろ リクエスト曲（関東、関西など一部地域では交通情報をかぶせる）
- 18:30ごろ 特集（月 - 木）、みんなのエンタメ（金）　※この枠の前半で荻原博子や松谷創一郎などの専門家が月1回レギュラー出演。
- 18:45 - 18:50 NHKやさしいことばニュース
- 18:50 - 19:00 ローカルニュース・気象・交通情報（FM同時）コールサイン

金曜日の18時台は視覚障害者である杉田に合わせ、各コーナーのテーマが多様性になっている。

### 19時台前半 きょうのニュース
- 19:00 - 19:30 NHKきょうのニュース（FM同時[7]）

### 19時台後半 きょうのニュースぷらす
- 19:30 ニュース解説[8]
- 19:40ごろ Nらじセレクト（月 - 木）[9]、みんなでファクトチェック（金）
- 19:51ごろ Xの投稿の紹介など

## 2024年度の出演者

### キャスター
- 庭木櫻子（2024年4月1日 - 2025年3月18日）月曜・火曜担当 メディア総局アナウンス室所属
- 柴田祐規子（2024年4月3日 - ）水曜・木曜・金曜担当 NHK財団 放送研修センター・ことばコミュニケーションセンター所属
- 津屋尚（2024年8月1日 - 2025年3月27日）解説委員
- 西川龍一（2024年8月26日 - ）解説委員、元コメンテーター
- 杉田淳（2024年4月5日 - ）金曜担当ニュースデスク（前任「みんなの選挙」プロジェクト）
  - 以上5名は、18時台と19時台後半を担当する
- 滑川和男（2023年4月3日 - 2025年3月21日）
  - 18時台ニュースリーダー
  - 19時台きょうのニュース担当[10]
  - シニアアナウンサーで、 メディア総局アナウンス室所属（宮崎放送局より異動）
- 上田早苗（2024年9月30日 - ）
  - NHKやさしいことばニュース（月曜・火曜・水曜担当）
- 畠山智之（2024年10月3日 - ）
  - NHKやさしいことばニュース（木曜・金曜担当）
- 長谷川静香（2021年4月5日 - ）[11]
  - 19時台きょうのニュース（隔週月曜・火曜・金曜担当）
- 細谷翠（2024年4月3日 - ）[12]
  - 19時台きょうのニュース(隔週水曜・木曜・金曜担当)
- 福永美春（2024年4月8日 - ）[13]
  - 19時台きょうのニュース(隔週月曜から木曜担当)

### 気象予報士
- 吉井明子 - 月曜日の18時台前半、18時50分の関東ローカル枠（2023年4月 - ）
- 弓木春奈 - 火曜日の18時台前半、18時50分の関東ローカル枠（ - 2021年9月3日、2023年4月 - 産休のため一時降板）
- 佐藤可奈子 - 月・火曜日の「きょうのニュース」担当（2023年4月3日 - ）
- 福田寛之 - 水・木・金曜日の18時台前半の全国気象情報、18:50の関東ローカル枠、「きょうのニュース」担当[14]（2023年4月5日 - ）

## 過去の出演者
- 協会職員
  - 畠山智之（協会本部メディア総局ラジオセンター所属。エグゼクティブ・アナウンサー）（ - 2021年3月26日、18時台担当）[15][16]
  - 野村正育（協会本部メディア総局ラジオセンター所属。エグゼクティブ・アナウンサー[17]） 19時台担当（ - 2022年11月2日）[15][18][19]
  - 池田達郎（2022年11月14日 - 2023年3月24日、協会本部メディア総局アナウンス室所属）　隔週・19時台担当（小西との交代制　※「マイあさ!」第2部司会を担当していた阿部渉が降板して野村正育が異動したことに伴うもの）
  - 小西政親（2022年11月7日 - 2023年3月31日、協会本部メディア総局アナウンス室所属）　隔週・19時台担当（池田との交代制）[20]
  - 眞下貴（2021年3月29日 - 2024年3月29日）
  - 黒崎瞳（2018年4月2日 - 2019年11月22日、2020年3月16日 - 2024年3月29日)
  - 緒方英俊（2024年4月1日 - 2024年6月、月曜 - 木曜担当ニュースデスク（前任:NHKジャーナル））
- 外部社員
  - 加藤桂子 (オールウェーブ・アソシエツ、元エフエム長崎、2019年11月25日 - 2020年3月13日) 産休のため一時降板した黒崎の代理。
  - 井田寛子（2021年9月6日 - 2023年3月31日）18:14の気象情報担当[21]、18:50の関東ローカル枠
  - 横山亜紀子（ライムライト 元・仙台放送局契約キャスター）19時台きょうのニュース（ - 2023年3月24日）
  - 徳田琴美（TBSスパークル 元・山口放送、 - 2022年2月）
  - 菊野理沙（TBSスパークル、2023年4月3日 - 2024年3月29日 ）
  - 滝沢秀一（マシンガンズ）（2023年度まで、18時台で月1回、ゴミについて解説する）

### 18時台担当 解説委員
- 2022年度-2023年度 石川一洋、出石直、竹田忠、出川展恒、中村幸司、二村伸、松本浩司
- 2023年度 今井純子